# Духи рваной земли
«Духи рваной земли» (англ. Wraiths of the Broken Land) — роман в жанре вестерн американского писателя С. Крэйга Залера, впервые опубликованный в 2013 году. Известно, что его планирует экранизировать Ридли Скотт.
Действие романа происходит в 1902 году на американском Дальнем Западе, в Нью-Мексико. Преступники похищают двух девушек и заставляют их заниматься проституцией. Отец и братья похищенных нанимают целую банду, чтобы отомстить.
В 2016 году СМИ сообщали, что фильм по мотивам книги хочет снять режиссёр Ридли Скотт. Дрю Годдард написал на основе романа сценарий. В конце 2023 года стало известно, что Скотт снова планирует съёмки вестерна, и это может быть экранизация Зайлера.